# Manuel Domínguez-Rodrigo

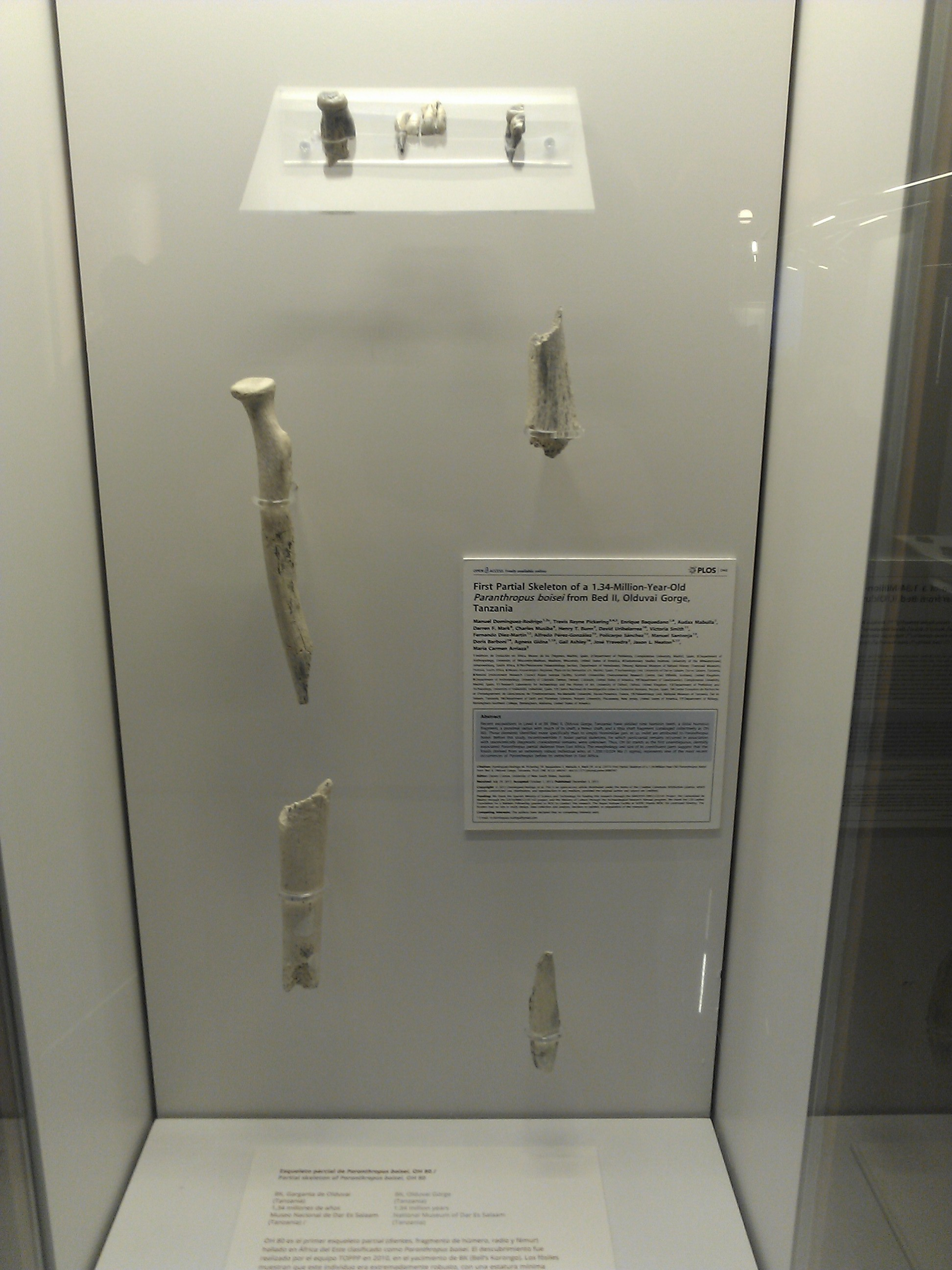
Conjunto de huesos originales de P. Boisei catalogados como OH 80 en la exposición La cuna de la humanidad (Alcalá de Henares). Están datados en más de 1,3 millones de años.

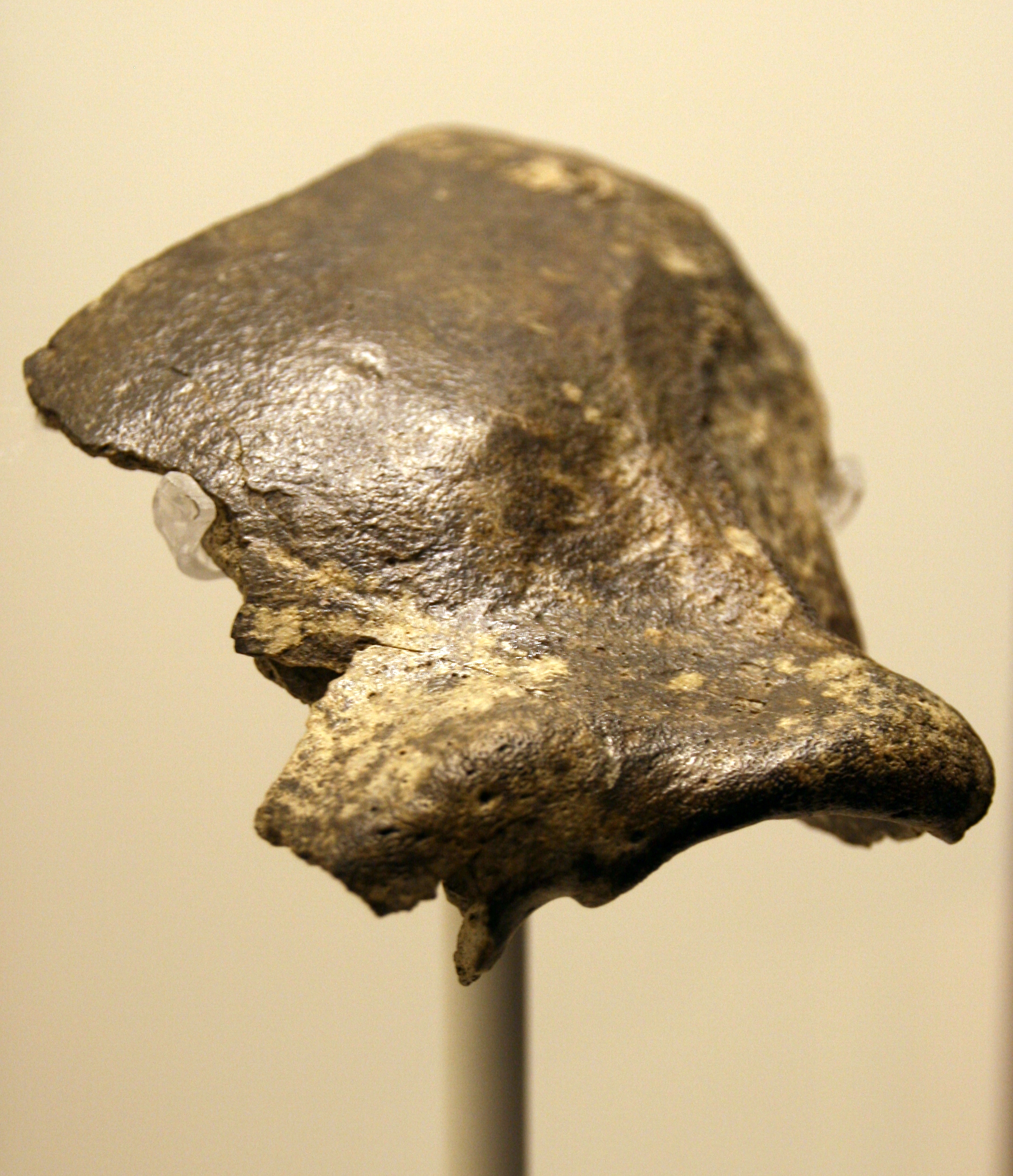
El fósil EH 06 muestra rasgos arcaicos, como el arco supraciliar, aunque eso no impide atribuirlo a H. sapiens, con bastante certeza, si bien en sus comienzos como especie.

Manuel Domínguez-Rodrigo (Madrid, 1968) es un prehistoriador, arqueólogo y paleontropólogo español, catedrático de Prehistoria en la Universidad de Alcalá de Henares.
Codirige, junto con Enrique Baquedano, el Instituto de Evolución en África (IDEA), creado en el año 2010 y que tiene como objetivo básico dar un pleno apoyo a la investigación española en África.
Fue profesor invitado en el departamento de Biología Evolutiva Humana de la Universidad de Harvard durante el curso 2016-2017.
Desde la década de 1990 ha realizado expediciones bajo distintos proyectos en África, especialmente en Tanzania, donde ha realizado descubrimientos que han permitido mejorar los conocimientos de la evolución de los homininos.
Inauguración del Museo de la Garganta de Olduvai.

## Descubrimientos

### Garganta de Olduvai
El conjunto de fósiles con el número de catálogo OH 80 fue encontrado por el equipo de Domínguez-Rodrigo en 2013, en Tanzania. Según la descripción publicada en 2013 pertenecieron a un Paranthropus boisei de hace 1,34 millones de años.

### Lago Eyasi
Uno de los fósiles humanos, posiblemente de Homo sapiens, encontrado en la excavaciones del 2002 al 2006, dentro del Proyecto Eyasi, fue una parte del cráneo, con número de catalogación EH 06, y una antigüedad que oscila entre 88 y 132 mil años, según la descripción dada en la publicación del descubrimiento en 2008.

## Obra
Domínguez-Rodrigo tiene una gran producción científica publicada, tanto en formato de libros como de publicaciones en revistas, algunas de ellas se muestran a continuación.
- Domínguez-Rodrigo, Manuel (1997). El primate excepcional: el origen de la conducta humana. Tres Cantos, Madrid: Ariel. ISBN 84-344-1172-5.

- Ignacio de la Torre Sáinz, Manuel Domínguez-Rodrigo (2000). «El Paleolítico Medio en el Próximo Oriente. Una síntesis regional» (PDF). Complutum (11): 9-27. ISSN 1131-6993. Consultado el 22 de marzo de 2015.

- Domínguez-Rodrigo, Manuel (2011). El origen de la atracción sexual humana. Tres Cantos, Madrid: Akal, D.L. ISBN 978-84-460-3411-7.

## Premios
En 2010 recibió el Premio de Investigación de la Sociedad Geográfica Española, entre otros por «...su trabajo de investigación que reivindica el papel de los españoles en el panorama científico de la Paleontología».